# 2-тп (мисливство)

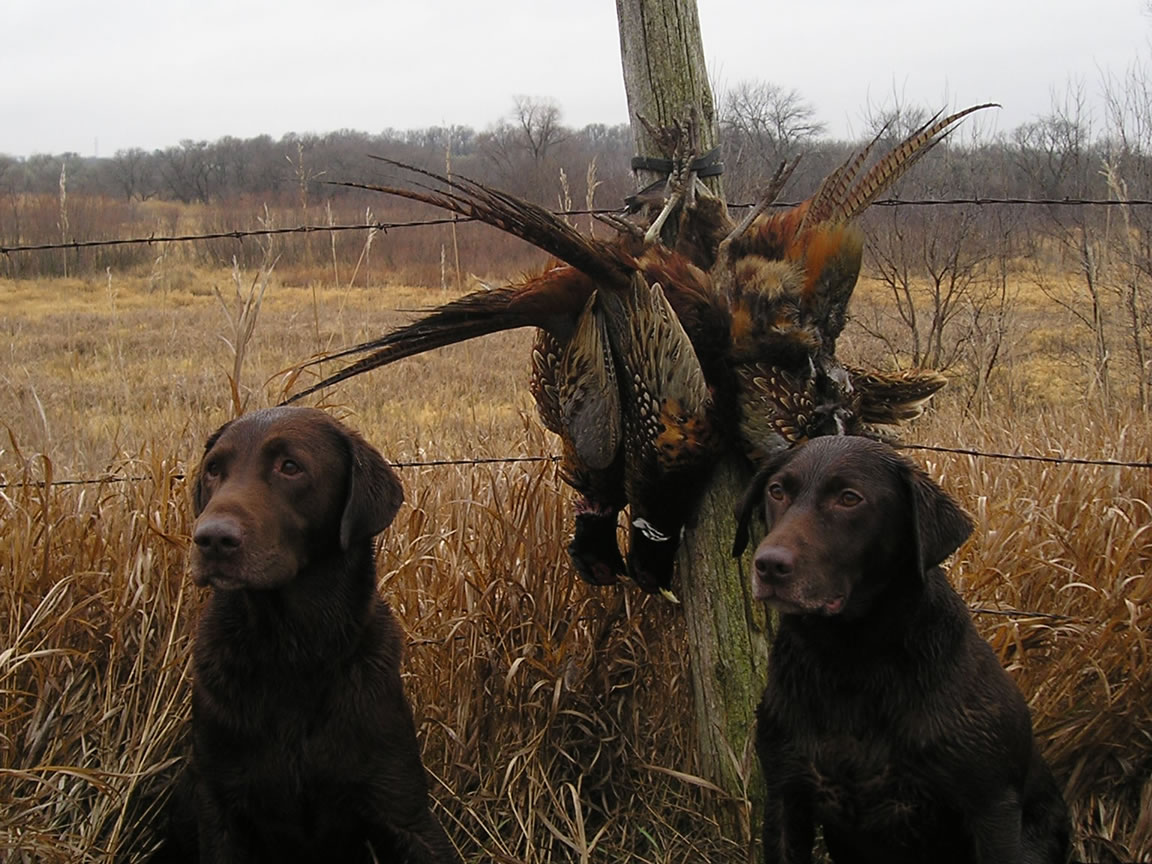
Мисливські пси зі здобутими фазанами

2тп-мисливство — стандартна форма статистичної звітності, яку в Україні готує раз на рік кожне лісове або лісомисливське господарство. З 1998 року всі обласні організації УТМР ведуть окремо облік видів мисливських птахів і звірів в межах «своїх» угідь.
Звітна інформація включає три групи видів:
- хутрові звірі (гризуни і хижі ссавці)
- перната дичина (птахи)
- копитні (оленеподібні)

У таблиці «Чисельність, розселення і добування мисливських тварин» подають наступну інформацію:
Вид мисливських тварин; Загальна кількість; Розселено; Відловлено для переселення; Добуто (відстріляно);
у тому числі реалізовано; Виявлено загиблими з різних причин.